# فقهاء الصحابة
فقهاء الصحابة هم أئمة الصحابة المجتهدون في الدراسة الفقهية، الذين كانت اجتهادات ومذاهب فقهية، وتميزوا بكونهم أعلم الصحابة وأفقههم في الدين، بما اجتمعت فيهم من الصفات والخصائص. وقد وردت فيهم أحاديث نبوية تدل على مكانتهم العلمية. ومن أشهر فقهاء الصحابة: الخلفاء الأربعة (أبو بكر الصديق وعمر بن الخطاب وعثمان بن عفان وعلي بن أبي طالب)، وابن مسعود وزيد بن ثابت وأبو موسى الأشعري ومعاذ بن جبل وأبي بن كعب وأبو الدرداء وأم المؤمنين عائشة بنت أبي بكر الصديق، وابن عباس وابن عمر وعبد الله بن الزبير بن العوام وعبد الله بن عمرو بن العاص.

## في العصر النبوي
كان الصحابة يتعلمون الأحكام الشرعية ويتفقهون في دين الله خلال العصر النبوي الذي اختص بنزول الوحي فيه، حتى اكتمل الدين. وكانت مهمة الصحابة تعلم أحكام الشرع، وهو ما شرعه الله على لسان رسوله من أحكام، وأخذ كل ما أتى به الرسول من عند الله وحفظه ووعيه، وتدوين القرآن ثم الحديث ونقله وروايته وتعليمه للناس، والتفقه فيما أنزل الله على رسوله وأوحي به إليه من القرآن والحديث قال الله تعالى: ﴿وَاذْكُرْنَ مَا يُتْلَى فِي بُيُوتِكُنَّ مِنْ آيَاتِ اللَّهِ وَالْحِكْمَةِ إِنَّ اللَّهَ كَانَ لَطِيفًا خَبِيرًا ۝٣٤﴾ [الأحزاب:34] وقد فسرت آيات الله: بالقرآن، والحكمة هي: الحديث النبوي. فكان هو معلمهم الذي أخذوا من علمه، وتتبعوا ما جاء عنه من أقواله وأفعاله وتقريراته، فكان يرشدهم ويوجههم ويسدد خطاهم ويفقههم في الدين ويعينهم على التعليم والتعلم بالنصيحة والدعاء لهم بالخير، ويوضح لهم تعاليم الدين وقواعده التي تبنى عليها اجتهاداتهم وتقوم بها حجتهم، ويقوم على أساسها قياس الأشباه والنظائر في المسائل المستجدات التي تواجههم. ولم يكن علم الصحابة مقصورا على النقل ولا الأخذ بظواهر نصوص القرآن والسنة، بل كان لهم طرق للفقه فيما أخذوه من خطاب الله وخطاب رسوله وما فهموه منهما، والعلم بتفسير القرآن الذي نزل بلغتهم وعرفوا أسباب نزوله وعايشوا الوقائع، والعلم بما أخذوه من تفاصيل أحكام السنة النبوية، وكان لهم من ذلك معرفة واسعة بأحكام الدين.
وقد كان الاجتهاد في العصر النبوي قليل الوقوع في بعض الظروف، وكان في نزول الوحي ما يؤيده أو يبين حكمه. قال في البحر: «واختلف في علم النبي ﷺ الحاصل عن اجتهاد، هل يسمى فقها؟ والظاهر أنه باعتبار أنه دليل شرعي للحكم لا يسمى فقها، وباعتبار حصوله عن دليل شرعي يسمى فقها اصطلاحا». 

## خصائص فقهاء الصحابة
اختص فقهاء الصحابة بجملة من المميزات لم تتوفر جميعها في غيرهم، فهناك من كان له طول الصحبة وكثرة المجالسة والأخذ. ولا يقتصر هذا على رواية الحديث؛ فقد ورد في الحديث: «رب حامل فقه إلى من هو أفقه منه». فالخصوصية في قوة الفهم والذكاء، والتوفيق والإلهام من الله لمن أراد له الخير وفقهه في الدين، بالإضافة إلى خصائص أخرى كالدعاء والإجازة والشهادة وغيرها، فمن الدعاء مثل حديث: "عن علي بن ابي طالب أنه قال: بعثني رسول الله ﷺ إلى اليمن فقلت: يا رسول الله أتبعثني وأنا شاب وهم كهول ولا علم لي بالقضاء؟، قال: انطلق فإن الله عز وجل سيهدي قلبك ويثبت لسانك؛ قال علي: فوالله ما تعاييت في شيء بعد". وروي أنه قال: «اللهم اهد قلبه» قال: فما شككت في قضاء بين اثنين حتى جلست مجلسي هذا. وكالدعاء لابن عباس في حديث: «اللهم فقهه في الدين وعلمه التأويل» وغير ذلك. والإجاز مثل تكليف بعض الصحابة للقيام بمهمة القضاء والفتوى والتعليم، والشهادة مثل حديث: «وأفرضهم زيد...» جاء في كتب الحديث أن أعلم أمة محمد بالحلال والحرام معاذ بن جبل، وأعلمهم بالمواريث: زيد بن ثابت وفي الحديث: «عن أنس رضي الله عنه قال: قال رسول الله ﷺ: "أرحم أمتي بأمتي أبو بكر، وأشدها في دين الله عمر، وأصدقها حياء عثمان، وأعلمها بالحلال والحرام معاذ ابن جبل، وأقرؤها لكتاب الله عز وجل أبي، وأعلمها بالفرائض زيد ابن ثابت، ولكل أمة أمين وأمين هذه الأمة أبو عبيدة ابن الجراح"».
«عن ابن مسعود قال: قال رسول الله ﷺ: اقتدوا بالذين من بعدي من أصحابي: أبي بكر وعمر، واهتدوا بهدي عمار، وتمسكوا بعهد ابن مسعود».

## في عصر الصحابة
كان الفقه في زمن الصحابة مميزا عما بعده باعتبار أنهم أخذوا وتعلموا في زمن نزول الوحي وتفقهوا من العلم النبوي، وأكثر الصحابة ملازمة لرسول الله الذين صحبوه ولازموه كانوا فقهاء، وقد اختص كبار الصحابة بمزيد اهتمام في تعلم الأحكام وفهمها، وكانوا مراجع للمسلمين، واشتهرت المدينة المنورة بعد العصر النبوي بوجود جمهور فقهاء الصحابة، الذين كانوا مرجعا أساسيا للمسلمين للتعليم والفتوى، وكانت لهم اجتهادات ومذاهب فقهية، وكان الناس يأخذون منهم أحكام الشرع ويستفتونهم، فيعلمون الناس ويفتونهم بما تعلموه، وكان الخلفاء يختارون الأكفاء من العلماء والفقهاء للولايات والقضاء والتعليم، وبمرور الوقت وتفرق الصحابة في البلدان ظهرت أمور جديدة ليس من الكتاب ولا من السنة نص صريح يدل عليها بخصوصها، وكان الصحابة يتوقفون عن الفتوى، لكن تستدعي الظروف أن يفصل في الحكم بالاجتهاد، ولم يكن كل الصحابة مجتهدون بل كان الاجتهاد مختصا بكبار علماء الصحابة. وكان المجتهد يتتبع أقوال الصحابة وما لديهم في المسألة، ويعتمد عند التعارض على قواعد مثل: تقديم ما توافق عليه جمهور الصحابة، أو بحسب الدليل، وجودة الاستدلال، وغير ذلك.
وكان الفقه منذ بداية عصر الصحابة (11 هـ= 100 هـ) محل اهتمام الخلفاء الراشدين الذين اختارهم الصحابة للخلافة لكونهم من أعلم الصحابة وأفقههم في الدين وأولهم: أبو بكر الصديق وهو أول الخلفاء الراشدين، وقد أجمع جماهير أهل السنة والجماعة على أنه أفضل الصحابة وأفقههم وأعلمهم وإمام الأمة الذي قدم للصلاة، وأول من أجمعت الأمة على خلافته، وأن الصحابة لا يقدمون لإمامة الأمة إلا إماما مجتهدا، وعمر بن الخطاب وكانت له اجتهادات فقهية وأقوال أخذت عنه، وكان يبعث الفقهاء من الصحابة إلى الأمصار ليعلموا الناس أمور دينهم. وعن محمد بن سهل بن أبي خيثمة عن أبيه أنه قال: "كان الذين يفتون على عهد رسول الله ﷺ ثلاثة من المهاجرين وثلاثة من الأنصار: عمر وعثمان وعلي وأبي بن كعب ومعاذ بن جبل وزيد بن ثابت.
وكان ابن عباس إذا سئل عن الشيء فإن لم يكن في كتاب الله وسنة رسوله قال بقول أبي بكر، فإن لم يكن فبقول عمر.
وعثمان بن عفان
ثالث الخلفاء الراشدين، كان من كبار الفقهاء وأهل الفقه والرأي والمشورة، وعن عبد الرحمن بن القاسم عن أبيه أن أبا بكر كان إذا نزل به أمر يريد فيه مشاورة أهل الرأي والفقه دعا رجالا من المهاجرين والأنصار، دعا عمر وعثمان وعليا وعبد الرحمن ومعاذ بن جبل وأبي بن كعب وزيد بن ثابت.
وعلي بن أبي طالب
رابع الخلفاء الراشدين وكانت اجتهادات فقهية أخذت عنه
وكان من كبار فقهاء الصحابة.

### أعلام الفقهاء من الصحابة
فقهاء الصحابة كثيرون لكن اختص منهم الذين اشتهروا بالفقه وكانوا أئمة للصحابة، ومن كبار أعلام فقهاء الصحابة الذين تميزوا بمكانتهم العلمية في العصر النبوي ومنذ بداية عصر الخلفاء، وكانوا مرجعا للمسلمين، وكانت لهم اجتهادات فقهية، ومنهم الخلفاء الراشدون وهم: (أبو بكر الصديق وعمر وعثمان وعلي)، ولا يختار الصحابة للخلافة إلا فقيها مجتهدا، وعبد الله بن مسعود أحد كبار فقهاء الصحابة وفي الحديث: «رضيت لأمتي ما رضي لها ابن أم عبد». يعني: ابن مسعود. وبعثه عمر ابن الخطاب إلى الكوفة قاضيا ووزيرا.
وأبو موسى الأشعري «عن أبي بردة قال بعث رسول الله ﷺ أبا موسى ومعاذ بن جبل إلى اليمن». واختياره وتوليته دليل على فطنته وعلمه، واعتمد عليه عمر ثم عثمان ثم علي.
وولاه عمر على البصرة. قال مسروق: "كان العلم في ستة نفر من أصحاب رسول الله ﷺ يصفهم أهل الكوفة: عمر وعلي وعبد الله وأبو موسى وأبي وزيد بن ثابت".
وأبي بن كعب وقد تحاكم إليه عمر والعباس في دار كانت للعباس إلى جانب المسجد فقضى للعباس على عمر، ولا يتولى القضاء بين كبار الصحابة إلا عالم مجتهد. وقال مسروق: شاممت أصحاب رسول الله ﷺ فوجدت علمهم انتهى إلى هؤلاء الستة: عمر وعلي وعبد الله وأبي وأبي الدرداء وزيد بن ثابت رضي الله عنهم.
ومعاذ بن جبل بن عمرو بن أوس الخزرجي الذي يعد من أعلام الصحابة وكبار فقهائهم، ومن الذين تصدروا للإفتاء منذ العصر النبوي، وقد وردت فيه أحاديث كثيرة هي بمثابة شهادة له بمكانته العلمية، ومنها اختياره للولاية والقضاء وتعليم الناس، وكل هذا لا يتأتى إلا لمن اختص بمكانة علمية، كما أنه لا يكون إقرار أحد بالولاية والقضاء إلا إن كان إماما مجتهدا.(5)
وزيد بن ثابت بن الضحاك الخزرجي
من كبار فقهاء الصحابة وأحد فقهاء المدينة جاء فيه حديث: «أفرضهم زيد».(6) قال سليمان بن يسار: كان عمر وعثمان لا يقدمان على زيد بن ثابت أحدا في القضاء والفتوى والفرائض والقراءة. وخطب عمر رضي الله عنه بالجابية فقال: من أراد أن يسأل عن الفرائض فليأت زيد بن ثابت. وقال مسروق: دخلت المدينة فوجدت بها من الراسخين في العلم زيد ابن ثابت.
وأبو الدرداء
وأم المؤمنين عائشة بنت أبي بكر الصديق
روى عن علي بن أبي طالب كرم الله وجهه أنه قال: لو كانت امرأة تكون خليفة لكانت عائشة خليفة. وقال أبو موسى الأشعري: ما أشكل على أصحاب رسول الله صلى الله عليه وسلم شيء فسألنا عنه عائشة إلا وجدنا عندها منه علما.

### فقهاء الصحابة
أئمة المذاهب
| الطبقة الأولى - أبو بكر الصديق - عمر بن الخطاب - عثمان بن عفان - علي بن أبي طالب - عبد الله بن مسعود - أبو موسى - أبي بن كعب - معاذ بن جبل - زيد بن ثابت - أبو الدرداء - أم المؤمنين عائشة | الطبقة الثانية (العبادلة): - عبد الله بن العباس - عبد الله بن عمر بن الخطاب - عبد الله بن الزبير بن العوام - عبد الله بن عمرو بن العاص |

### الطبقة الثانية من فقهاء الصحابة
الطبقة الثانية من فقهاء الصحابة هي طبقة فقهاء الصحابة الذين أخذوا العلم عن كبار فقهاء الصحابة بالإضافة إلى ما تعلموه في العصر النبوي. فقد انتقل علم كبار فقهاء الصحابة إلى طبقة أخرى من الصحابة، واشتهر بالعلم منهم العبادلة الأربعة وهم:
- عبد الله بن العباس
- عبد الله بن عمر بن الخطاب
- عبد الله بن الزبير بن العوام
- عبد الله بن عمرو بن العاص

عبد الله بن العباس بن عبد المطلب.
كان يسمى: البحر لغزارة علمه وفي الحديث: «أن النبي صلى الله عليه وسلم دعا له فقال: اللهم فقهه في الدين وعلمه التأويل». وقال عبد الله: كان عمر بن الخطاب يسألني مع الأكابر من أصحاب محمد ﷺ وكان يقول: لا يتكلم حتى يتكلموا. وقال ابن عمر: نعم ترجمان القرآن ابن عباس. وقالت عائشة رضي الله عنها: من استعمل على الموسم العام؟ قالوا: ابن عباس قالت: هو أعلم الناس بالحج. روى ابن عباس أن عمر كان يدينه فقال له عبد الرحمن بن عوف: أن أبناء مثله، فقال عمر: إنه من حيث تعلم. وقال له عمر: إنك لأصبح فتياننا وجها، وأحسنهم خلقا، وأفقههم في كتاب الله عز وجل. وقال ابن أبي نجيح: كان أصحاب ابن عباس يقولون: إن ابن عباس أعلم من عمر وعلي وعبد الله، فيعيب الناس عليهم، فيقولون: لا تعجلوا علينا، إنه لم يكن أحد من هؤلاء إلا عنده من العلم ما ليس عند صاحبه وإن ابن عباس قد جمعه كله. وكان عطاء إذا حدث عنه قال: حدثني البحر. وكان ميمون بن مهران إذا ذكر عنده عبد الله بن عمر وعبد الله بن عباس قال: كان ابن عباس أفقههما.
- عبد الله بن عمر بن الخطاب من كبار فقهاء الصحابة في المدينة المنورة. كان من أفقه الصحابة، وأحد المفتين في المدينة المنورة، وأحد المكثرين من رواية الحديث. قال ابن سيرين: كانوا يرون أعلم الناس بالمناسك ابن عمر بعد ابن عفان. وقال أبو إسحاق الهمداني: كنا عند ابن أبي ليلى في بيته فجاءه أبو سلمة ابن عبد الرحمن فقال: عمر كان عندكم أفضل أم ابنه؟ قالوا: لا بل عمر، فقال أبو سلمة: إن عمر كان في زمانه له فيه نظراء، وإن ابن عمر كان في زمانه ليس له فيه نظير. وقال مالك: أقام ابن عمر بعد النبي صلى الله عليه وسلم ستين سنة يفتي الناس في الموسم، وكان من أئمة الدين.
- عبد الله بن الزبير بن العوام ابن خويلد قال القاسم: ما كان أحد أعلم بالمناسك من ابن الزبير.
- عبد الله بن عمرو بن العاص السهمي. كان يفتي في الصحابة.[17]

### مدارس فقه الصحابة

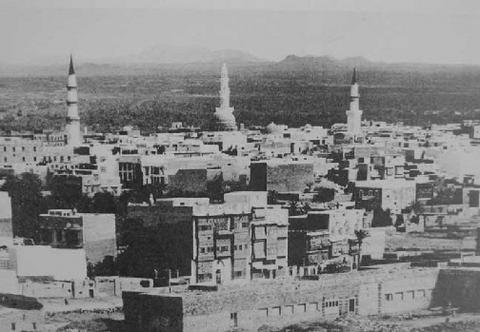
منظر قديم للمدينة المنورة.

مدارس فقهاء الصحابة هي الدراسات الفقهية التي تلخصت في مدارس جديدة، وكان أعلام الصحابة هم المرجع للمسلمين في أخذ علم الدين، فكانوا يتعلمون ويعلمون.
من أشهر مدارس فقه الصحابة مدرسة المدينة المنورة بالحجاز، وأشهر أعلامها زيد بن ثابت، وأشهر من أخذ عن زيد عشرة من فقهاء المدينة: سعيد بن المسيب وأبو سلمة بن عبد الرحمن وعبيد الله بن عبد الله بن عتبة بن مسعود وعروة بن الزبير وأبو بكر بن عبد الرحمن وخارجة بن زيد وسليمان بن يسار وأبان بن عثمان وقبيصة بن ذؤيب والقاسم بن محمد. وأشهر من أخذ عنهم محمد بن مسلم الزهري وعنه أخذ الإمام مالك بن أنس.
مدرسة الكوفة بالعراق: واشتهرت بفقه ابن مسعود وهو من كبار فقهاء الصحابة، ومن أكثرهم فقها للكتاب والسنة، وملازمة لرسول الله صلى الله عليه وسلم، وممن جاء الأمر من الرسول بأن يؤخذ عنه  وقد اشتهر فقه ابن مسعود في الكوفة، وأخذ عنه فقهاء العراق وغيرهم، وكان من أشهر التابعين الذين أخذوا مذهبه: علقمة بن قيس، والأسود بن يزيد، ومسروق بن الأجدع، والقاضي شريح، وعمرو ابن شرحبيل الهمداني وغيرهم. وأخذ من بعدهم: منصور بن المعتمر، وإبراهيم النخعي، وأخذ عنهم: أبو حنيفة، وسفيان الثوري. وأخذ عن عبد الله بن مسعود آخرون مثل: عبيدة بن عمرو السلماني والحارث الأعور. قال الشعبي: ما كان من أصحاب النبي ﷺ أفقه صاحا من عبد الله بن مسعود.
مدرسة مكة واشتهر فيها مذهب ابن عباس ومن أشهر تلامذته الفقهاء: عكرمة، وعطاء، وطاووس، وسعيد بن جبير، وعنهم أخذ عمرو بن دينار، وابن جريج، وعبد الله بن دينار، وغيرهم. وأخذ عنهم الإمام مالك وغيره. وأخذ الفقه عن ابن عباس جماعة منهم: مجاهد وعبيد الله بن عبد الله بن عتبة بن مسعود وأبو الشعثاء جابر بن زيد وابن أبي مليكة وميمون بن مهران الرقي وعمرو بن دينار.

### أخذ الفقه عن الصحابة
انتقل فقه كبار الصحابة إلى طبقة أحداث الصحابة وكبار التابعين، وانتقل فقه الصحابة إلى التابعين.
قال عبد الرحمن بن زيد بن أسلم: لما مات العبادلة (عبد الله بن عباس وعبد الله بن الزبير وعبد الله بن عمر وعبد الله بن عمرو بن العاص): صار الفقه في جميع البلدان إلى الموالي.
وممن أخذ عنه الفقه من الصحابة الذين تصدروا للإفتاء وتعليم الناس، قال زياد بن مينا: "كان ابن عباس وابن عمر وأبو سعيد الخدري وأبو هريرة وجابر بن عبد الله ورافع بن خديج وسلمة بن الأكوع وأبو واقد الليثي وعبد الله بن بحينة مع أشباه لهم من أصحاب رسول الله ﷺ يفتون بالمدينة ويحدثون عن رسول الله ﷺ من لدن توفي عثمان بن عفان إلى أن توفوا". والذين صارت الفتوى إليهم منهم: ابن عباس وابن عمر وأبو سعيد الخدري وأبو هريرة وجابر بن عبد الله الأنصاري. وممن نقل عنه الفقه من الصحابة: أنس بن مالك، والذين بعثهم الخلفاء إلى البلدان ليعلموا الناس مثل العشرة من الصحابة الذين بعثهم عمر بن الخطاب ليفقهوا الناس في البصرة، وكان منهم: عبد الله بن مغفل وعمران بن حصين وغيرهما.
وممن نقل عنه الفقه:
عبد الله بن مغفل المزني، قال الحسن: هو أحد النفر العشرة الذين بعث إلينا عمر ليفقهوا أهل البصرة.
وأبو نجيد عمران بن حصين الأسلمي الخزاعي، وجهه عمر إلى البصرة ليعلم الناس، قال يحيى بن سعيد القطان: ما قدم علينا البصرة من أصحاب رسول الله صلى الله عليه وسلم أقول بالحق من أبي بكرة ولا أفضل فضلا من عمران بن حصين، تسلم عليه الملائكة من جوانب بيته.
وأبو حمزة أنس بن مالك قال قتادة: لما مات أنس قال مؤرق العجلي: اليوم ذهب نصف العلم؛ كان إذا خالفنا الرجل قلنا: تعال إلى من سمعه من رسول الله صلى الله عليه وسلم.
ونقل الفقهاء عن غير هؤلاء مثل:
طلحة بن عبيد الله والزبير بن العوام وسعد بن أبي وقاص وسعيد بن زيد بن عمرو بن نفيل وعبد الرحمن بن عوف وأبي عبيدة بن الجراح وحذيفة بن اليمان والحسن والحسين ومعاوية بن أبي سفيان وعمرو بن العاص وخالد بن الوليد والمسور بن مخرمة والضحاك بن قيس وعمار بن ياسر وأبي ذر الغفاري وأبو بصرة الغفاري وسلمان الفارسي وعبادة بن الصامت وشداد بن أوس وفضالة بن عبيد الأنصاري وأبو مسعود البدري وأبو أيوب الأنصاري وأبو قتادة الأنصاري وأبو طلحة الأنصاري وأبو أسيد مالك بن ربيعة الأنصاري والنعمان بن بشير والبراء بن عازب وزيد بن أرقم وأبو حميد الساعدي وعبد الله بن يزيد الخطمي وسهل بن سعد الساعدي وبريدة الأسلمي، وأبو برزة الأسلمي وعبد الله بن أبي أوفى الأسلمي وواثلة بن الأسقع الليثي وأبو أمامة الباهلي وعقبة بن عامر الجهني وسمرة بن جندب الفزاري وعبد الرحمن بن أبزي وغيرهم.

#### من النساء
ومن النساء فاطمة بنت رسول الله وحفصة بنت عمر وأم سلمة وأم حبيبة وأسماء بنت أبي بكر وأم الفضل بنت الحارث وأم هانئ بنت أبي طالب.

### هوامش وملاحظات
1: هـ
1. ↑  الأنفال 67 المائدة 3
2. ↑  عن الأعمش عن أبي وائل عن عبد الله قال: لو وضع علم عمر في كفة ووضع علم الناس في كفة لرجح علم عمر. قال الأعمش: فأتيت إبراهيم أبشره فقال: ألا أخبرك بأفضل من هذا عن عبد الله: قال عبد الله: لقد مات عمر فذهب بتسعة أعشار العلم. وقال معاذ بن جبل: إن أعلم الناس بفريضة وأقسمهم لها عمر بن الخطاب، وقال سعيد بن المسيب: ما أعلم أحدا بعد رسول الله صلى الله عليه وسلم أعلم من عمر. وقال الشعبي: من سره أن يأخذ بالوثيقة في القضايا فليأخذ بقضاء عمر فإنه يستشير. وروي أن عبد الله بن الحسن ابن الحسن مسح على خفيه فقيل له: تمسح؟ قال: نعم، مسح عمر بن الخطاب، ومن جعل عمر بن الخطاب بينه وبين الله فقد استوثق.
3. ↑  روى الحسن قال: «جمع عمر رضي الله عنه أصحاب النبي صلى الله عليه وسلم ليستشيرهم وفيهم علي فقال: قل فأنت أعلمهم وأفضلهم». وروى سعيد بن المسيب قال: كان عمر يتعوذ بالله من معضلة ليس فيها أبو حسن. وقال عبد الله: إن أعلم أهل المدينة بالفرائض ابن أبي طالب؛ وقال ابن عباس: أعطي علي تسعة أعشار العلم وأنه لأعلمهم بالعشر الباقي. وعن عائشة رضي الله عنها قالت: من أفتاكم بصوم عاشوراء؟ فقيل علي بن أبي طالب، قالت: أما إنه أعلم الناس بالسنة، وروي أنها قالت: أعلم من بقي بالسنة. وقال مسروق: انتهى العلم إلى ثلاثة: عالم بالمدينة وعالم بالشام وعالم بالعراق؛ فعالم المدينة علي بن أبي طالب رضي الله عنه، وعالم العراق عبد الله بن مسعود، وعالم الشام أبو الدرداء، فإذا التقوا سأل عالم الشام وعالم العراق عالم المدينة ولم يسألهما.
4. ↑  روى حارثة بن مضرب "أن عمر رضي الله عنه كتب إلى أهل الكوفة: أما بعد فإني قد بعثت إليكم عمارا أميرا وعبد الله قاضيا ووزيرا، وإنهما من نجباء أصحاب النبي صلى الله عليه وسلم وممن شهد بدرا، فاسمعوا لهما وأطيعوا فقد آثرتكم بهما على نفسي". وعن عمر أنه قال فيه: أما إنه أطولنا فوقا، كنيف ملئ علما. وروى أبو البختري أن عليا كرم الله وجهه قيل له: أخبرنا عن أصحاب رسول الله صلى الله عليه وسلم فقال: عمن تسألوني؟ قالوا: عن عبد الله، قال: "علم القرآن والسنة". وروى يزيد بن عميرة قال: لما حضر معاذ بن جبل الموت قيل له: يا أبا عبد الرحمن أوصنا، قال: التمسوا العلم عند أربعة: عند عويمر أبي الدرداء وعند سلمان الفارسي وعند عبد الله بن مسعود وعند عبد الله بن سلام. وسئل ابو موسى الأشعري عن مسألة فقال للسائل: ايت ابن مسعود فسيتابعني فجاء إليه فأفتاه، ثم قال: فأتيت أبا موسى وأخبرته فقال: لا تسألوني عن شيء ما دام هذا الحبر فيكم. وقال علقمة: قدمت الشام فلقيت أبا الدرداء فسألته فقال: تسألوني وفيكم عبد الله بن مسعود؟.
5. ↑  وفي الحديث: «قال: وبعث كل واحد منهما على مخلاف، قال: واليمن مخلافان، ثم قال: "يسرا ولا تعسرا وبشرا ولا تنفرا" فانطلق كل واحد منهما إلى عمله..» الحديث بتمامه في صحيح البخاري. وكان بعث أبي موسى إلى اليمن بعد الرجوع من غزوة تبوك. قال أنس: "بعثني الأشعري إلى عمر رضي الله عنهما فأتيته فسألني عنه فقلت: تركته يعلم الناس، فقال: أما أنه كيس فلا تسمعها إياه". وقال أبو البختري: سئل علي بن أبي طالب عن أبي موسى فقال: صبغ في العلم صبغة.
6. ↑  لما أجابت في الغسل من الإكسال، قال أبو موسى: لا أسأل عنه أحدا بعد هذا اليوم. وقال عمر رضي الله عنه في ذلك: من خالف بعد هذا جعلته نكالا. وقال قبيصة بن ذؤيب: كان عروة بن الزبير يغلبنا بدخوله على عائشة، وكانت عائشة أعلم الناس، يسأل الأكابر من أصحاب رسول الله صلى الله عليه وسلم. وقال عروة: كانت عائشة أعلم الناس بالحديث، وأعلم الناس بالقرآن، وأعلم الناس بالشعر، ولقد قلت قبل أن تموت بأربع سنين: لو ماتت عائشة لما ندمت على شيء إلا كنت سألتها عنه. وقال مسروق وقد سئل عن عائشة، هل كانت تحسن الفرائض؟ فقال: لقد رأيت أصحاب محمد صلى الله عليه وسلم يسألونها عن الفرائض.